# Sculptură în piatră

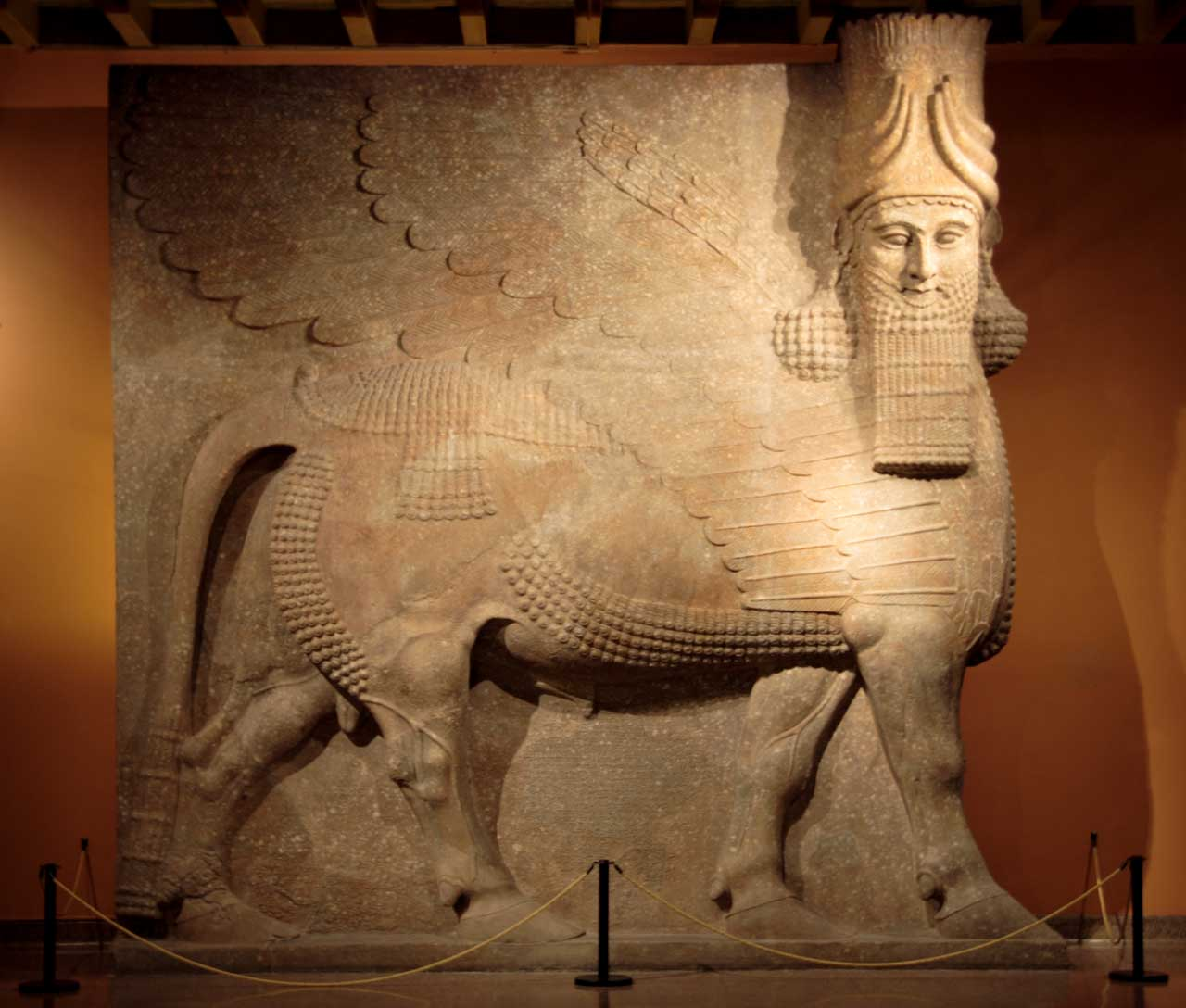
Un lamassu asirian

Sculptura în piatră este opera unui sculptor care cu ajutorul dălții, ciocanului și cuțitului modelează piatra după un model original sau după o anumită schiță. Materialul folosit pentru sculptură poate fi alcătuită din diferite roci sau minerale  ca marmură, bazalt, granit, diorit, alabastru, jad etc.

## Istoric
Deja în epoca de piatră omul a început cioplirea pietrei sau oaselor pentru a făuri unelte sau arme pentru vânat. Ulterior această ocupație s-a perfecționat, căutându-se a se obține din piatră diferite forme estetice. Faraonii din Egiptul antic puneau să fie cioplite figurine din diferite pietre prețioase, ca lapislazuli și jasp, pentru mormintele lor.
În lumea antică, ca daltă era folosită o piatră mai dură, ca de exemplu dioritul, translatarea blocurilor mari de piatră se făcea prin rularea pe lemn rotund. Despicarea unor blocuri masive de piatră pentru a obține fisuri, se făcea prin încălzirea cu foc a locului respectiv și turnare de apă rece pe piatra fierbinte. Ulterior această metodă a fost înlocuită prin folosirea explozivilor.
În Grecia antică s-au realizat sculpturi din marmură care erau aproape identice corpului uman. În Orientul Îndepărtat s-au realizat, în general, sculpturi din jad, fildeș și bronz. Sculpturile prezentau și animale dintre care cel mai frecvent era reprezentat  calul, bivolul, ursul, rinocerul, elefantul și tigrul.
În evul mediu sculptura a fost întregită prin turnarea în diferite forme a metalului.
În Austria,de pildă , au fost realizate, încă de la începutul existenței omului în această parte a Europei, sculpturi în piatră calcaroasă, sedimentară. Actualmente, la 80 km de Viena, exista Muzeul Pietrarilor (Steinmetz Museum) din localitatea Zogelsdorf Niederösterreich. Unul dintre cele mai importante evenimente culturale organizate în ultimii ani, în Muzeul Pietrei din Zogelsdorf, a fost expoziția "Brancuși & Botarro , ARTĂ ȘI PIATRĂ 2005", în cadrul căreia au fost prezentate lucrări de o excepțională valoare artistică și documentară, realizate de renumiții sculptori. Austria este bine cunoscută pentru numeroasele sale sculpturi cu caracter religios, realizate în piatra de tip gresie, lucrări tributare curentului baroc. De menționat faptul că una dintre cele mai remarcabile sculpturi ale Vienei, respectiv faimosul Hercules, a fost cioplită în gresie de Zogelsdorf ca și, de altfel, o mare parte a operelor de artă din același tip de piatră denumita in limba germana Kalk-Sandstein , splendori artistice care decorează Catedrala Votivă din Viena, renumitul Castel Schönbrunn, figurile sculptate din palatul de iarna Winterpalast Prinz Eugen, idem din palatul Belvedere și lucrarile artistice din Geras, Altenburg și Melk.

## Clasificare
După tehnica de realizare, sculpturile în piatră se împart în două mari categorii:
- libere sau rotunde, denumite și a tutto ronda sau ronde-bosse
- adosate sau în relief

Sculpturile libere permit privirea lor din orice direcție,
Sculpturile adosate nu pot fi privite decât dintr-o direcție impusă, de obicei frontal. Convențional ele sunt subclasificate în trei categorii, în funție de înălțimea reliefurilor față de fondul general al suportului în care sunt săpate.
- relief înalt sau altorelief - volumele acestora sunt foarte proeminente.
- relief moderat sau basorelief
- relief plat sau sculpturi în champleve sau în meplat - volumele nu depășesc nivelul suportului, fiind profilate în masa acestuia prin excizarea superficială a suprafețelor înconjurătoare.

## Sculptori renumiți
- Phidias sculptor grec din secolul V î.e.n.
- Praxiteles sculptor grec din secolul IV î.e.n.
- Niccolò Pisano (1205/07-1278) sculptor italian
- Donatello (ca. 1386-1466), sculptor italian
- Michelangelo (1475-1564), sculptor italian
- Giovanni Lorenzo Bernini (1598-1680), sculptor italian
- Antonio Canova (1757-1822), sculptor italian
- Bertel Thorvaldsen (1770-1844), sculptor danez
- Constantin Brâncuși (1876-1957), sculptor român care a trait si murit la Paris
- Georg Kolbe (1877-1947), sculptor german
- Henry Moore (1898-1986),  sculptor britanic
- Hans Uhlmann (1900-1975),  sculptor german
- Alberto Giacometti (1901-1966),  sculptor elvețian
- Marino Marini, (1901 -1980), sculptor italian
- Fritz Wotruba (1907-1975), sculptor austriac
- Jean Tinguely (1925-1991),  sculptor elvețian
- Richard Serra (*1939), sculptor nord american
- Pablo Picasso (1881-1973),pictor si sculptor francez initiatorul cubismului
- Remus Botarro (*1946), sculptor austriac de origine româna
- Antoine Bourdelle, (1861-1929) sculptor francez
- Auguste Rodin (1840-1917), sculptor francez
- Jean Boucher (1870-1939,) sculptor francez
- Camille Claudel (1864-1943), sculptor francez
- Dimitrie Paciurea (1873-1932), sculptor român
- Milița Petrașcu (1892-1976), sculptor român, studenta lui Brancusi
- André Derain (1880-1954),pictor și sculptor francez
- Edgar Degas (1834–1917), pictor și sculptor francez
- Fernando Botero (*1932), pictor și sculptor columbian
- Ossip Zadkine (1890-1967), sculptor francez de origine rusa